# Собаньский, Оскар
Оскар Собаньский (пол. Oskar Sobański; 20 апреля 1935, Гдыня — 21 ноября 2008) — польский кинокритик.
Окончил филологический факультет Варшавского университета. Дебютировал как журналист в общественно-культурном журнале Poprostu (1955—1957). В 1958—1960 гг. работал в звукозаписывающей Студии обработки фильмов в Варшаве. В 1967—1972 гг. заведовал отделом в журнале Союза кинематографистов ПНР Magazyn Filmowy, затем в журнале Film. Автор ряда обзорных книг о польском кинематографе, в том числе «Актёры старые, актёры новые» (пол. Aktorzy dawni, aktorzy nowi; 1972) и справочника «Польское игровое кино, 1945—1985» (англ. Polish Feature Films: A Reference Guide, 1945—1985; 1987), включающего и ряд сведений по более ранним карьерам ведущих актёров и режиссёров. Помимо кинематографа увлекался путешествиями, написал ряд путеводителей (главным образом, в соавторстве с Яниной Палецкой), в том числе «Тортилья у Санчо Пансы: испанская кухня» (пол. Tortilla u Sancho Pansy: kuchnia hiszpańska; 1977), «Малый путеводитель по Испании» (пол. Mały przewodnik po Hiszpanii; 1982), «Лиссабонская азбука» (пол. Lizbońskie ABC; 1985).